# ZDHHC22
ZDHHC22 (англ. Zinc finger DHHC-type containing 22) – білок, який кодується однойменним геном, розташованим у людей на 14-й хромосомі. Довжина поліпептидного ланцюга білка становить 263 амінокислот, а молекулярна маса — 29 100.
| 10         |  | 20         |  | 30         |  | 40         |  | 50         |
| ---------- |  | ---------- |  | ---------- |  | ---------- |  | ---------- |
| MLALRLLNVV |  | APAYFLCISL |  | VTFVLQLFLF |  | LPSMREDPAA |  | ARLFSPALLH |
| GALFLFLSAN |  | ALGNYVLVIQ |  | NSPDDLGACQ |  | GASARKTPCP |  | SPSTHFCRVC |
| ARVTLRHDHH |  | CFFTGNCIGS |  | RNMRNFVLFC |  | LYTSLACLYS |  | MVAGVAYISA |
| VLSISFAHPL |  | AFLTLLPTSI |  | SQFFSGAVLG |  | SEMFVILMLY |  | LWFAIGLACA |
| GFCCHQLLLI |  | LRGQTRHQVR |  | KGVAVRARPW |  | RKNLQEVFGK |  | RWLLGLLVPM |
| FNVGSESSKQ |  | QDK        |  |            |  |            |  |            |

A: Аланін

C: Цистеїн

D: Аспарагінова кислота

E: Глутамінова кислота

F: Фенілаланін

G: Гліцин

H: Гістидин

I: Ізолейцин

K: Лізин

L: Лейцин

M: Метіонін

N: Аспарагін

P: Пролін

Q: Глутамін

R: Аргінін

S: Серин

T: Треонін

V: Валін

W: Триптофан

Кодований геном білок за функціями належить до трансфераз, ацилтрансфераз, ліпопротеїнів. 
Локалізований у мембрані.